# フリギア旋法

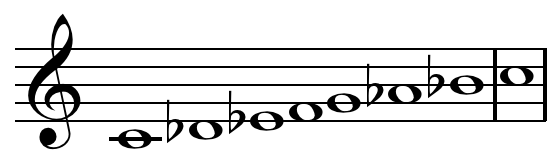
C上の現代フリギア旋法.

フリギア旋法は、2つの異なる旋法を指す。第1に古代ギリシアの「トノス tonos」あるいは「ハルモニア harmonia」の中で、フリギアと呼ばれた特定のオクターブ種あるいは音階。第2に中世のフリギア旋法。現代のフリギア旋法は後者に基づく全音階である。

## 古代ギリシアのフリギア旋法

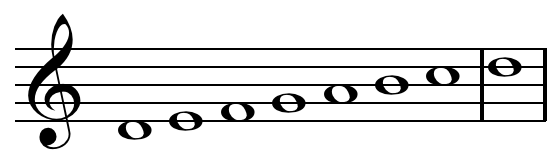
ディアトニック・ゲノスのD上のフリギア・トノス.

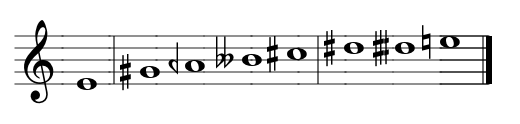
エンハーモニック・ゲノスのE上のフリギア・トノス (線はエンハーモニックのテトラコルドを示す)

フリギアの「トノス」や「ハルモニア」はアナトリアの古代王国フリギアからその名を得ている。古代ギリシアのフリギアのトノスによるオクターブ種（音階）はディアトニックのゲノスの場合、中世と現代のドリア旋法に対応する。
ギリシア音楽理論でこの名で呼ばれたハルモニアは、トノスに基づき、その音階あるいはオクターブ種はテトラコルドから作られ、これはディアトニックのゲノスでは全音-半音-全音という一連の上昇音程から成り立つ (クロマティックのゲノスでは短三度と続く2つの半音、エンハーモニックのゲノスでは長三度と2つの四分音から成り立つ)。オクターブ種は1つの全音を挟んだ2つのテトラコルドの上に構築される。これはピアノの白鍵をDからDへ弾いたものに相当する。
```
D E F G | A B C D
```

この音階は一連の特徴的な旋律の動きやエートスと関連付けられ、「フリギア」すなわち「アナトリア高地の荒涼とした山岳地帯の気ままで奔放な人々」の民族名にちなんだ名を持つハルモニアとなった。 (Solomon 1984, 249). この民族名はクレオニデス (Cleonides) といった理論家によって誤って、13の半音階的な移調レベルの1つに当てはめられ、音階の音程の構成を無視された (Solomon 1984, 244–46)。

## 中世フリギア旋法
初期カトリック教会は8つの旋法を発展させ、それに中世の音楽学者は古代ギリシアの「ハルモニアイ harmoniai」に使われた名前を引いて、フリギアの名を8つの教会旋法の第3番目に与えた。これはE上の正格旋法で、 Eからオクターブ上のEに展開し、Bで分割される、つまり半音-全音-全音-全音のペンタコルドで始まり、半音-全音-全音のテトラコルドが続く (Powers 2001)。
```
E F G A B + B C D E
```

この旋法の音域 en:Ambitus (music)は、一音低いDまで広がる。六度であるCは第三詩篇朗誦の朗唱音に対応し、ほとんどの理論家によって終止音に次いで主要な音とみなされた。しかし15世紀の理論家ヨハネス・ティンクトリス (Johannes Tinctoris) は4度のAがそれに当たると主張した (Powers 2001)。 
2つのテトラコルドを並べ、音階の下に1つの音を置けば、 ヒポフリギア旋法 (字義通りには「フリギアの下」)を作ることができる。
```
G | A B C D | (D) E F G
```

## 現代フリギア旋法

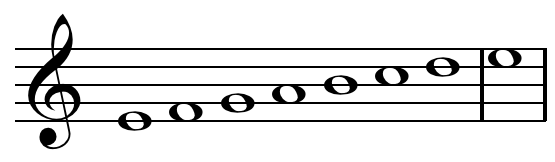
E上の現代フリギア旋法.

現代西欧音楽（18世紀以降）において、フリギア旋法はエオリア旋法とも呼ばれる現代自然的短音階に関連する。フリギア音階とエオリア音階との違いは、前者の後者より半音低い第ii音度である。
以下に示すのは、Eから始まるフリギア旋法（Eフリギア旋法）であり、調性音楽の音度に対応して現代長旋法や自然的短旋法を変形してフリギア旋法を作れることを示している。
```
Eフリギア

旋法:  E  F  G  A  B  C  D  E
長調: 
1
 
♭
2
  
♭
3
 
4
  
5
 
♭
6
  
♭
7
 
1

短調: 
1
 
♭
2
  
3
  
4
  
5
  
6
  
7
  
1
```

このようにフリギア旋法は根音、短二度、短三度、完全四度、完全五度、短六度、短七度、オクターブからなる。  半音、全音、全音、全音、半音、全音、全音というパターンでも書ける。

## フリギア旋法の現代の用法

### フリジアン・ドミナント
フリジアン・ドミナントen:Phrygian dominant scaleは、旋法のiii度音を上げることで作られる。
```
Eフリジアン・ドミナント

旋法:  E  F G
♯
  A  B  C  D  E
長調: 
1
 
♭
2
  
3
  
4
  
5
 
♭
6
  
♭
7
 
1

短調: 
1
 
♭
2
 
♯
3
  
4
  
5
  
6
  
7
  
1
```

フリジアン・ドミナントは スペイン・ジプシー音階en:gypsy scaleとしても知られている。なぜならフラメンコ音楽に見られる音階と似ているからである (フラメンコ旋法 en:Flamenco mode参照)。フラメンコ音楽は、アラブのマカーム・ヒジャーズに似た調整した音階（フリジアン・ドミナントに似るが長六度がある）と、長短の二度と三度を用いた二旋法の配列とともにフリギア音階を用いる。  (Katz 2001).

### ジャズにおけるフリギア旋法
コンテンポラリー・ ジャズでは、この旋法の上に建てられたコードやソナリティ（響き）にフリギア旋法は用いられる。 sus4(♭9)コードや ( サスペンドデット・コードen:Suspended chord参照)は、フリジアン・サスペンデッド・コードとも呼ばれる。例えばソリストはEsus4(♭9))コード(E-A-B-D-Fの上でEフリジアンを演奏する。

## 使用例

### 古代ギリシア
- デルフォイの賛歌First Delphic Hymn：紀元前128年にアテネの作曲家リメニウスen:Limeniusによって書かれ、多くの変種を伴ったフリギアとヒュペルフリギアの「トノイ」による。(Pöhlmann and West 2001, 73).
- セイキロスの墓碑銘 (1世紀)、フリギア種 (ディアトニックのゲノス)のイアスティア（または低いフリギア）への移調による (Solomon 1985, 459, 461n14, 470).

### 中世とルネッサンス
- ローマ聖歌のヴァリアントのレクイエムの入祭唱 en:introitの "Rogamus te"は（正格の）フリギア旋法、または第3旋法である (Karp, Fitch, and Smallman 2001, §1).
- 以下のジョスカン・デ・プレの作品はフリギア旋法で書かれている。[要出典]:
  - 4声部の千々の悲しみ
  - en:Missa Pange lingua
  - 6声部のモテットen:Praeter Rerum Seriem
- オルランド・ディ・ラッソのモテット In me transierunt (Pesic 2005, passim).
- ジョヴァンニ・ダ・パレストリーナのモテットCongratulamini mihi (Carver 2005, 77).
- チプリアーノ・デ・ローレの7声部のMissa Praeter Rerum Seriem[要出典]

### バロック
- ヨハン・ゼバスティアン・バッハは彼のコラールでフリギア旋法の元々のコラールの旋律を保っている。 例えば深き悩みの淵より、われ汝に呼ばわるでのルターの主よ深きふちの底よりや、  Es woll uns Gott genädig sein や en:Die Himmel erzählen die Ehre Gottes, BWV 76 (Braatz 2006)でのMatthaeus Greiterによる旋律 (c. 1490-1552)。[出典無効]
- ハインリヒ・シュッツの ヨハネ受難曲St John Passion (1666)はフリギア旋法である (Rifkin, Linfield, McCulloch, and Baron 2001, §10)
- ディートリヒ・ブクステフーデのイ短調の 前奏曲 BuxWV 152 (Snyder 2001), (labeled Phrygisch in the BuxWV catalog) (Karstädt 1985, [要ページ番号])

### ロマン派
- アントン・ブルックナー:
  - Ave Regina coelorum (1885–88) (Carver 2005, 76–77).
  - Pange lingua (second setting, 1868), WAB 33 (Carver 2005, 79; Partsch 2007, 227).
  - 交響曲第3番、第3楽章(スケルツォ)と第四楽章の楽節 (Carver 2005, 89–90).
  - 交響曲第4番 (第三版, 1880),終楽章 (Carver 2005, 90–92).
  - 交響曲第7番, 第一、第三(スケルツォ)、第四楽章(Carver 2005, 91–98).
  - 交響曲第7番, 第一楽章 (Carver 2005, 96–97).
  - 交響曲第8番, 第一、第四楽章 (Carver 2005, 98).
  - Tota pulchra es Maria (1878) (Carver 2005, 79, 81–88).
  - Vexilla regis (1892) (Carver 2005, 79–80).
- レイフ・ヴォーン・ウィリアムズ' トマス・タリスの主題による幻想曲 (Ottaway and Frogley 2001)、トマス・タリスの1567年の詩篇２ "Why fum'th in fight"に基づく

### 現代音楽
- ジョン・クーリッジ・アダムズ、 フリギアの門en:Phrygian Gates (J. Adams 2010)
- サミュエル・バーバー:
  - 弦楽のためのアダージョ, op. 11 (Pollock 2000, 191)
  - 3つの歌（Three Songs）より"I Hear an Army" op. 10 (Pollock 2000, 191)
- フィリップ・グラス、   サティアグラハen:Satyagraha (opera)よりthe final aria (Strickland 2001).

### ポピュラー
- ハワード・ショア、 "Prologue" 映画『ロード・オブ・ザ・リング:旅の仲間』(D. Adams 2010, 54)のオープニング
- トゥール　Sober
- KORN　adidas ,Faget

### ジャズ
- "Solea" 、 ギル・エヴァンス による(Pelletier-Bacquaert [n.d.]).

## 関連書籍
- Hewitt, Michael. Musical Scales of the World. The Note Tree. 2013. ISBN 978-0957547001.
- Tilton, Mary C. 1989. "The Influence of Psalm Tone and Mode on the Structure of the Phrygian Toccatas of Claudio Merulo". Theoria 4:106–22. ISSN 0040-5817